# Celbiologie
| Celbiologie |
| De dierlijke cel |
| --- |
| Animal Cell |
| Componenten van een dierlijke cel: 1. Nucleolus 2. Celkern 3. Ribosoom (blauwe puntjes) 4. Vesikel 5. Ruw endoplasmatisch reticulum 6. Golgicomplex 7. Cytoskelet 8. Glad endoplasmatisch reticulum 9. Mitochondrion 10. Vacuole 11. Cytosol 12. Lysosoom 13. Centrosoom 14. Celmembraan |
| Portaal Biologie |

Celbiologie, cytologie of celleer is een onderdeel van de biologie waarin de structuur, functie en processen van de cel bestudeerd worden. Aangezien de cel de kleinste eenheid van leven is vallen haar processen onder de zogenoemde levensverrichtingen. De celbiologie richt zich op de fysiologische eigenschappen, stofwisseling, communicatieprocessen, levenscyclus, chemische samenstelling en interacties van de cel met de omgeving. 
Cellen van zowel eukaryoten (planten, dieren, schimmels) als prokaryoten (bacteriën) kunnen worden onderzocht op microscopisch niveau en op moleculair niveau. Het begrijpen van de structuur en werking van cellen is essentieel voor alle biologische wetenschappen. Onderzoek in celbiologie is nauw verwant aan genetica, biochemie, moleculaire biologie en immunologie.
Het cytoplasma, de inhoud van de cel op de celkern na, bestaat grotendeels uit water maar bevat daarnaast veel macromoleculen die de cel nodig heeft, zoals nucleïnezuren, nucleotiden, eiwitten, enzymen, aminozuren, lipiden en suikers. De chemische, fysiologische en structurele interacties tussen deze moleculen zijn een centraal onderwerp in de moderne celbiologie.
Eukaryotische cellen bevatten veel complexe cellulaire structuren, waaronder de organellen:
- Membranen, plasmamembraan, receptoren
- Ribosomen, endoplasmatisch reticulum, golgicomplex, celkern, cytoplasma, vacuole, vesikel, mitochondrion, plastide, endomembraansysteem, lysosoom, peroxisoom
- Cytoskelet, centrosoom, centriool, flagel, cilia

Cellen zijn in staat tot groei en ontwikkeling, celdeling en voortplanting: 
- Celdifferentiatie, celcyclus, erfelijk materiaal, mitose, meiose, centromeer

Cellen van organismen zijn gedifferentieerd in een groot aantal verschillende celtypen: 
- Dierlijke celtypen, zoals: zenuwcel, bloedcel, huidcel, spiercel, witte bloedcel
- Plantaardige celtypen, zoals: cambiumcel,  parenchymcel,  sclerenchymcel,  houtvezel, collenchymcel, houtvat, zeefvat